# Lamontgie
Lamontgie település Franciaországban, Puy-de-Dôme megyében. Lakosainak száma 646 fő (2022. január 1.). Lamontgie Auzat-la-Combelle, Bansat, La Chapelle-sur-Usson, Esteil, Nonette-Orsonnette és Saint-Martin-des-Plains községekkel határos.

## Népesség
A település népességének változása:
| Lakosok száma | 620  | 641  | 660  | 649  | 644  | 639  | 641  | 644  | 646  |
|               | 2013 | 2015 | 2016 | 2017 | 2018 | 2019 | 2020 | 2021 | 2022 |